# Secolul al III-lea

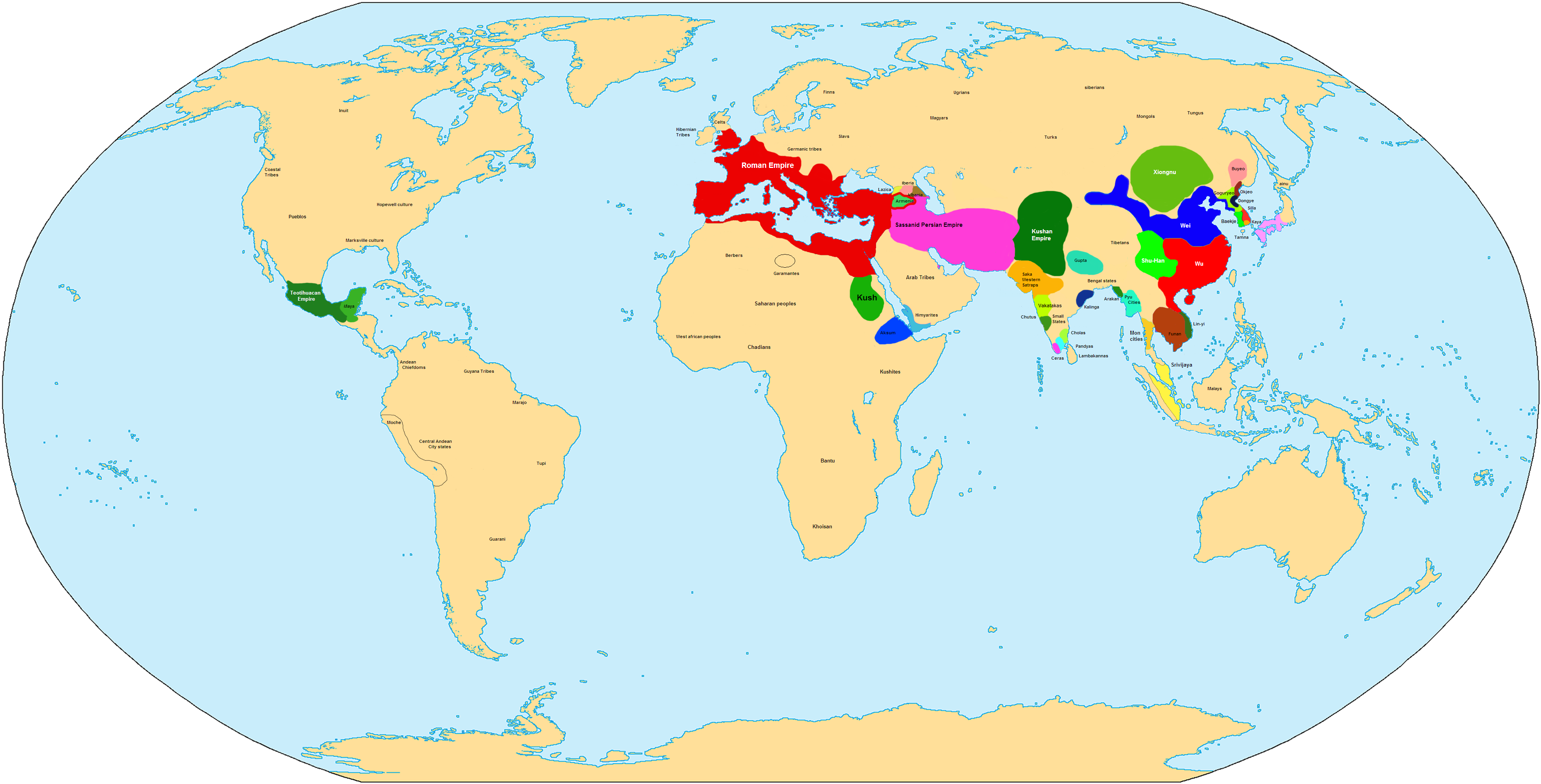
Lumea in anul 250

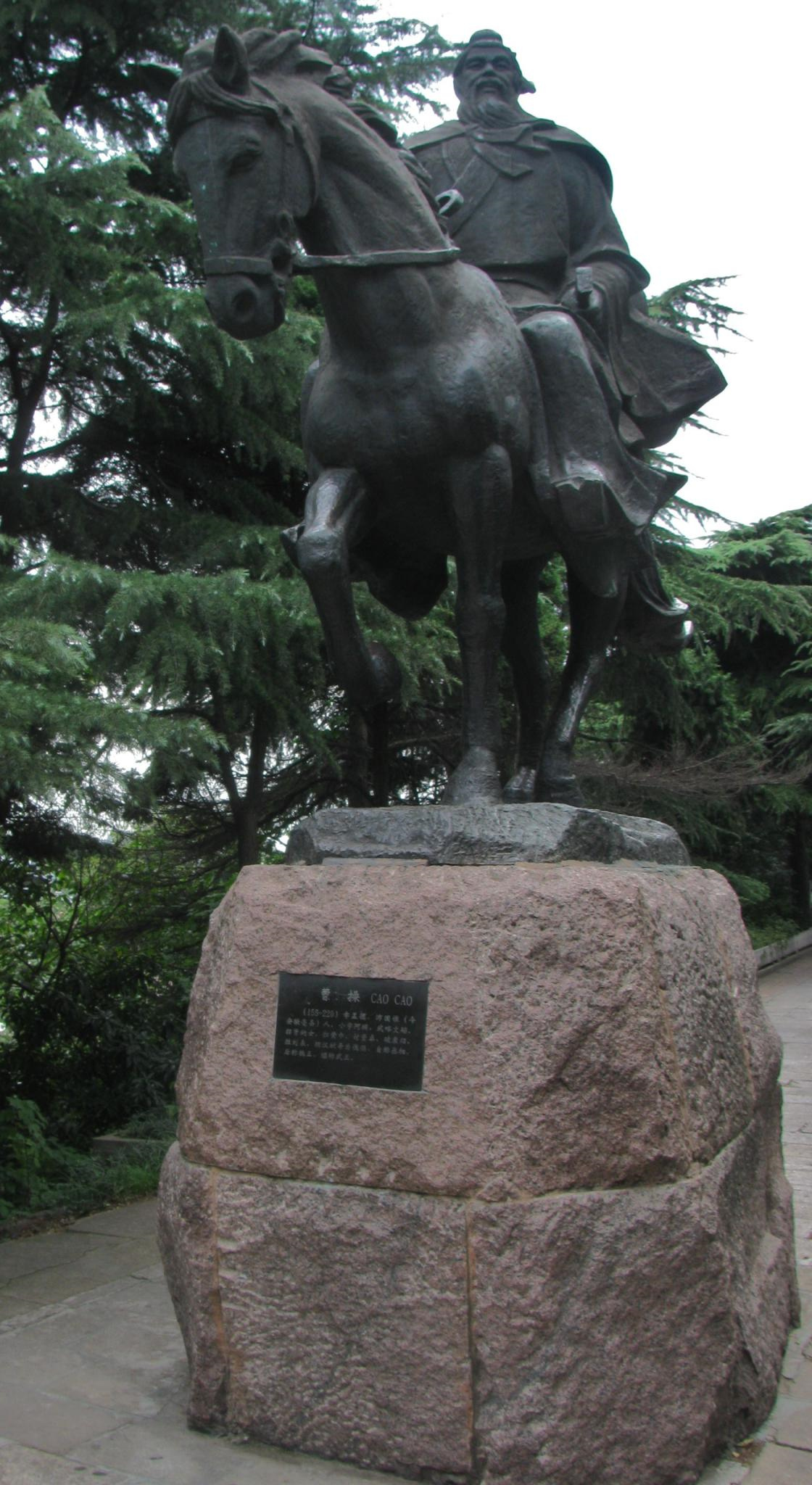
Generalul chinez Cao Cao-personalitatea secolului III

Secolul al III-lea a fost perioada care a durat din 201 până în 300.
În acest secol, Imperiul Roman a cunoscut o criză, marcând începutul antichității târzii. În Persia Imperiul Parților a fost urmat de către Imperiul Sasanid.
În India, Imperiul Kushan a fost înlocuit de către Dinastia Gupta. China, a fost împărțită în Trei Regate după stingerea dinastiei Han. Ulterior, s-a reunificat odată cu răsărirea dinastiei Jin. Coreea a fost controlată de Cele trei regate ale Coreei: Goguryeo, Baekje și Silla. Japonia a intrat în perioada Kofun.
În acest timp, în Africa sub-sahariană, extinderea bantu a ajuns până în Africa de Sud.
În America Precolumbiană, cultura Adena a râului Ohio Valley a decăzut în favoarea culturii Hopewell. Civilizația Maya a intrat în epoca clasică.

## Evenimente

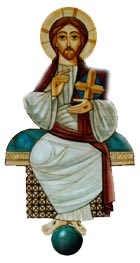
Iisus în pictura coptă.

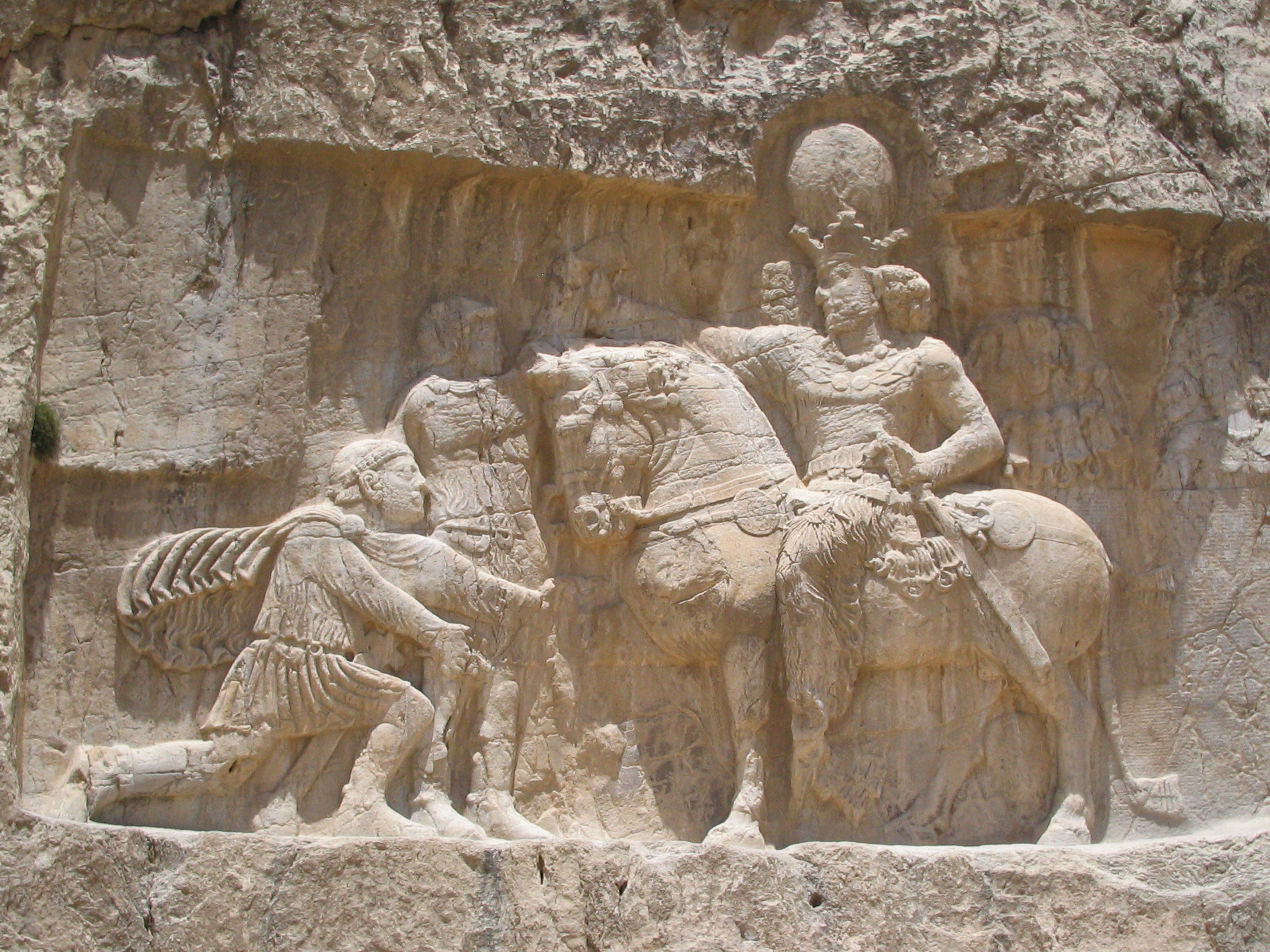
Valerianus capturat de Shapur I

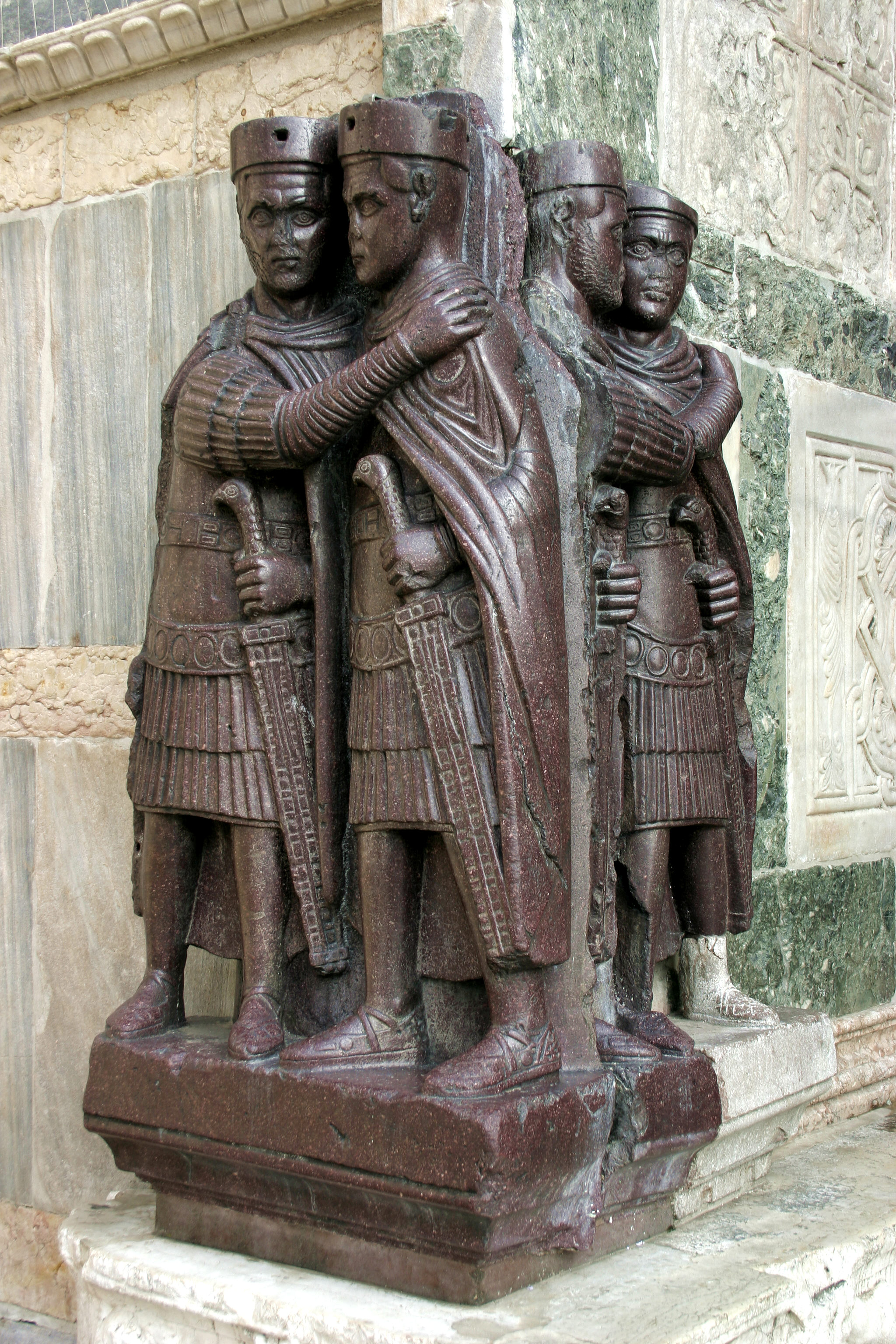
Începutul Tetrarhiei

- Sarnath devine centrul artei Budiste în India.
- Începe introducerii culturii porumbului pentru alimentație din Mexic în America de Nord.
- Sunt stabilite patru episcopii în Mauretania Tingitania.
- Regatul Funan ajunge la apogeu sub conducerea lui Fan Shih-man.
- Goții se mută din Gotiscandza în Ucraina și pun bazele culturii Cerniahov.
- Începe epoca coptă în Egipt
- Începutul secolului III - Îngroparea în catacombele romane devine o obișnuință.
- 208:  Bătălia navală chineză de la Stâncile Roșii.
- 212: Constitutio Antoniniana le oferă  subvenții cetățenești pentru toți romanii liberi
- 212 - 216: Băile lui Caracalla sunt construite.
- 220: dinastiei Han ia sfârșit. Stabilirea celor Trei Regate din China.
- 230 - 232:  Dinastia Sassanidă a Persiei lansează un război pentru recucerirea teritoriilor pierdute în favoarea Imperiului Roman (230 - 232).
- 235 - 284: Criza secolului al III-lea zguduie Imperiul Roman
- 238:Anul celor șase împărați-Maximin Tracul, Gordian I, Gordian II, Pupienus, Balbinus și Gordian III
- 248: Filip Arabul celebrează 1000 de ani de la nașterea Romei
- 250 – 538:Sfârșitul erei Yayoi și începutul erei Kofun, prima parte a Perioadei Yamato în Japonia.
- 250-270:Plaga "Cyprian":5000 romani morți
- 258: Masacrul creștinilor comis de împăratul Valerian I
- 260: Împăratul Valerian I este luat prizonier de Regele Regilor Persiei Shapur I
- Imperiul Gallic a fost fondat de Postumus, în urma invaziilor barbare și instabilității de la Roma, incluzând teritorii din Germania, Galia, Britannia și Hispania.

Totodată, este înființat și Imperiul de la Palmira care preia Palestina, Egipt, Siria și Asia Mică.
- 265: dinastia Jin reunește toate cele 3 regate din China sub un singur imperiu, după cucerirea estului Wu.
- 271: Aurelian a decis retragerea trupelor romane din Dacia Traiană, nord-dunăreană.
- 273: Zenobia, regina imperiului Palmira, este învinsă de împăratul roman Aurelian și luată ostatică la Roma, iar Imperiul Palmira este desființat.
- 274: Imperiul Gallic este desființat după Bătălia de la Châlons, iar teritoriile sunt recuperate de Imperiul Roman.
- 297: Galerius, trimis de Dioclețian să lupte împotriva perșilor, este învins de aceștia la Carrhae.

O revoltă a Egiptului este reprimată de către Dioclețian.
- 293: Tetrarhia este conceputa de Dioclețian. Imperiul a fost condus de doi auguști (Dioclețian la Nicomedia și Maximian la Milano) și de doi cezari (Galerius la Sirmium, în Panonia, și Constantin Chlorus, la Treviso)

## Persoane importante
- Arie din Alexandria: preot creștin din Egipt, declarat eretic și fondatorul Arianismului
- Dioclețian, Împăratul Roman.
- Plotinus, circa 204 - 270    fondator al neoplatonismului
- Clement al Alexandriei, liderul creștin al Școlii Catehetice din Alexandria
- Corneliu, episcop al Romei
- Ciprian, episcop din Cartagina
- Diophantus din Alexandria, a scris Aritmetica
- Hipolit, considerat primul Antipapă
- Hui Liu, matematician chinez
- Mani (profetul), fondatorul maniheismului
- Origen, teolog creștin și preot
- Nagarjuna, călugăr budist
- Pappus din Alexandria, matematician grec
- Tertulian, teolog creștin-părintele literaturii latine
- Wang Bi, taoist
- M. Sattonius Iucundus, restaurator al termelor în Heerlen
- Zhuge Liang, cunoscut ca cel mai mare strateg în timpul perioadei celor 3 regate
- Liu Bei, împăratul fondator al Regatului Shu
- Cao Cao, împăratul fondator al Regatului Wei
- Nagarjuna-călugăr budist
- Caracalla Împăratul Roman.
- Elagabalus Împăratul Roman.
- Alexandru Sever Împăratul Roman.
- Maximin Tracul Împăratul Roman.
- Filip Arabul Împăratul Roman.
- Valerian Împăratul Roman.
- Shapur I-rege persan

## Războaiele secolului

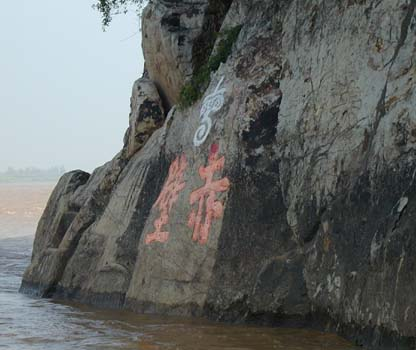
Bătălia de la Stâncile Roșii

| Început | Sfârșit | Conflictul                                       | Combatanți         | Combatanți     |
| Început | Sfârșit | Conflictul                                       | Tabăra victorioasă | Tabăra învinsă |
| ------- | ------- | ------------------------------------------------ | ------------------ | -------------- |
| 216     | 216     | Războiul împotriva Parthiei, condus de Caracalla |                    |                |
| 225     | 225     | Campania din sud condusă de Zhuge Liang          |                    |                |
| 228     | 234     | Expediția din nord condusă de Zhuge Liang        |                    |                |
| 247     | 262     | Expediția din nord condusă de Jiang Wei          |                    |                |
| 263     | 263     | Cucerirea regiunii Shu de către Wei              |                    |                |
| 279     | 280     | Cucerirea regiunii Wu de către Jin               |                    |                |
| 291     | 306     | Războiul celor 8 prinți                          |                    |                |

| An  | Bătălie                       | Rezumat |
| --- | ----------------------------- | --- |
| 200 | Bătălia de la Guandu          | Cao Cao îl învinge pe Yuan Shao și preia controlul asupra teritoriilor din nordul Chinei                                                              |
| 202 | Bătălia de la Bowang          | Liu Bei îl învinge pe Xiahou Dun |
| 208 | Bătălia de la Xiakou          | Sun Quan îl invinge pe Huang Zu |
| 208 | Bătălia de la Changban        | Cavaleria lui Cao Cao îi surprinde forțele lui Liu Bei                                                                                                |
| 208 | Bătălia de la sudul- Xiakou   | Sun Quan și Liu Bei îl înving pe Cao Cao. |
| 208 | Bătălia de la Stâncile Roșii  | Războiul celor Trei Regate |
| 208 | Bătălia de la Yiling          | Sun Quan îl invinge pe Cao Cao |
| 209 | Bătălia de la Jiangling       | Sun Quan și Liu Bei îl înving pe Cao Cao |
| 211 | Bătălia de la Pasajul Tong    | Cao Cao îl învinge pe Ma Chao |
| 213 | Asediul de la Jicheng         | Ma Chao obține victoria împotriva lui Cao Cao |
| 213 | Bătălia de la Lucheng         | Yang Fu îl învinge pe Ma Chao |
| 215 | Bătălia de la Yangping        | Cao Cao obține victoria împotriva lui Zhang Lu |
| 215 | Bătălia de la Baxi            | Zhang Fei îl învinge pe Zhang He |
| 217 | Bătălia de la Nisibis (217)   | Forțele Imperiului Parthian comandante de Artabanus IV înving trupele împăratului roman Macrinus în sudul Turciei, încheindu-se cu o retragere romană |
| 217 | Bătălia de la Ruxukou         | Sun Quan îl învinge pe Cao Cao |
| 218 | Bătălia de la Antioch         | Elagabalus îl învinge pe împăratul Macrinus pentru a obține tronul Romei                                                                              |
| 219 | Bătălia de la Muntele Dingjun | Liu Bei îl învinge pe Cao Cao |
| 219 | Bătălia de la Raul Han        | Liu Bei îl învinge pe Cao Cao |
| 219 | Bătălia de la Fancheng        | Cao Ren îl invinge pe Guan Yu |
| 222 | Bătălia de la Xiaoting        | Liu Bei invadează estul regiunii Wu |
| 224 | Bătălia de la Hormizdegan     | Sassanizii îi înving pe Parți și îl ucid pe regele Artabanus IV. Controlul Imperiului Part asupra Orientului mijlociu se sfârșește                    |
| 228 | Bătălia de la Xincheng        | Sima Yi îl invinge pe Meng Da |
| 228 | Bătălia de la Tianshui        | Shu îl învinge pe Wei |
| 228 | Bătălia de la Jieting         | Expediția din nord condusă de Zhuge Liang |
| 228 | Bătălia de la Shiting         | Wu îl învinge pe Wei |
| 229 | Asediul de la Chencang        | Wei îl învinge pe Shu |
| 234 | Bătălia de la câmpia Wuzhang  | Expediția condusă de Zhuge Liang se sfârșește |
| 238 | Bătălia de la Cartagina       | Trupele loiale ale împăratului Maximinus Tracul îl ucid pe uzurpatorul Gordian II.                                                                    |
| 243 | Bătălia de la Resaena         | Gordian III îl învinge pe Shapur I al Persiei, dar este ucis înainte de sărbătorirea victoriei                                                        |
| 244 | Bătălia de la Misiche         | Sasanizii îl ucid pe Gordian III |
| 244 | Bătălia de la Xingshi         | Shu îl învinge pe Wei. |
| 250 | Bătălia de la Philippopolis   | Regele Cuiva al goților învinge trupele romane |
| 251 | Bătălia de la Abrittus        | Goții îl ucid pe împăratul roman Traian Decius |
| 253 | Bătălia de la Barbalissos     | Sasanizii sub comanda regelui Shapur I îl înving pe împăratul roman, Valerianus, la Antioch.                                                          |
| 255 | Bătălia de la Didao           | Wei îl învinge pe Shu. |
| 259 | Bătălia de la Edessa          | Regele Shapur I al Persiei îl capturează pe împăratul roman, Valerianus                                                                               |
| 259 | Bătălia de la Mediolanum      | Împaratul Gallienus îi învinge pe Alamanni după invazia asupra nordului Italiei                                                                       |
| 267 | Bătălia de la Thermopylae     | Romanii eșuează în a se apăra împotriva invaziei Herulice din Balcani                                                                                 |
| 268 | Bătălia de la Lacul Benacus   | Romanii conduși de Claudius II îi înving pe Alamanni.                                                                                                 |
| 269 | Bătălia de la Naissus         | Claudius II îi învinge pe goți și primește titulatura de Gothicus.                                                                                    |
| 271 | Bătălia de la Placentia       | Împăratul roman Aurelian este învins de Allemani. |
| 271 | Bătălia de la Fano            | Aurelian îi învinge pe Allemani care invadaseră nordul Italiei                                                                                        |
| 271 | Bătălia de la Pavia           | Aurelian distruge armatele retrase ale Allemanilor |
| 272 | Bătălia de la Immae           | Aurelian învinge armatele lui Zenobia din Palmyra. |
| 272 | Bătălia de la Emesa           | Aurelian o învinge pe Zenobia |
| 274 | Bătălia de la Châlons         | Aurelian îl învinge pe uzurpatorul galic Tetricus, și restabilește controlul asupra întregului imperiu                                                |
| 285 | Bătălia de la Margus          | Uzurpatorul Dioclețian învinge armatele împăratului Carinus, pe care îl ucide                                                                         |
| 296 | Bătălia de la Callinicum      | Romanii conduși de Galerius sunt învinși de perșii conduși de Narseh.                                                                                 |
| 298 | Bătălia de la Satala (298)    | Romanii conduși de Galerius înving perșii conduși de Narseh într-o contraofensivă.                                                                    |
| 298 | Bătălia de la Lingones        | Constantius Chlorus îi învinge pe Alemanni. |
| 298 | Bătălia de la Vindonissa      | Constantius îi învinge din nou pe Alemanni. |

## Invenții, descoperiri
- O formă primitivă de ochelari a fost fabricată pentru o prințesă mioapă din Siria.
- Carul care indică spre sud: inventat de către Ma Jun, un dispozitiv mecanic cu roți, care acționează direcțional ca o busolă
- Zhuge Liang ar fi inventat un balon cu aer cald pentru semnale militare-Lampioane chinezești
- Arbaleta care se încarcă repede a fost dezvoltată de Zhuge Liang, care ar fi inventat mina explozivă și roaba - i se spunea "Boul de lemn" sau "Calul Zburător".
- 200 - 400: India: fântâna în trepte[1]
- 300: pasta de dinți în Egiptul roman

## Decenii și ani
| Anii 190 | 190 | 191 | 192 | 193 | 194 | 195 | 196 | 197 | 198 | 199 |
| Anii 200 | 200 | 201 | 202 | 203 | 204 | 205 | 206 | 207 | 208 | 209 |
| Anii 210 | 210 | 211 | 212 | 213 | 214 | 215 | 216 | 217 | 218 | 219 |
| Anii 220 | 220 | 221 | 222 | 223 | 224 | 225 | 226 | 227 | 228 | 229 |
| Anii 230 | 230 | 231 | 232 | 233 | 234 | 235 | 236 | 237 | 238 | 239 |
| Anii 240 | 240 | 241 | 242 | 243 | 244 | 245 | 246 | 247 | 248 | 249 |
| Anii 250 | 250 | 251 | 252 | 253 | 254 | 255 | 256 | 257 | 258 | 259 |
| Anii 260 | 260 | 261 | 262 | 263 | 264 | 265 | 266 | 267 | 268 | 269 |
| Anii 270 | 270 | 271 | 272 | 273 | 274 | 275 | 276 | 277 | 278 | 279 |
| Anii 280 | 280 | 281 | 282 | 283 | 284 | 285 | 286 | 287 | 288 | 289 |
| Anii 290 | 290 | 291 | 292 | 293 | 294 | 295 | 296 | 297 | 298 | 299 |
| Anii 300 | 300 | 301 | 302 | 303 | 304 | 305 | 306 | 307 | 308 | 309 |